# Mediación laboral en España
La mediación laboral en España constituye un medio para la solución de conflictos colectivos laborales mediante el cual, gracias a la intervención de un tercero denominado mediador, se pretende una solución consensuada entre las partes involucradas ante un determinado conflicto que afecta a empresarios y trabajadores o a sus respectivos representantes.

## Antecedentes
Hasta la última década del siglo XX los procedimientos autónomos de solución de conflictos no habían comenzado a instalarse en el sistema de relaciones laborales español, a pesar de las posibilidades derivadas del marco constitucional y legal.
No obstante, en el ámbito de los tempranos acuerdos firmados a principios de los años 80, los agentes sociales ya habían explorado medios alternativos y complementarios a los administrativos y judiciales. De este modo, en octubre de 1984 fue firmado el Acuerdo Económico y Social (AES), donde aparece por primera vez la expresión "procedimientos voluntarios para la solución de conflictos". En dicho acuerdo se formaliza el compromiso de elaborar un acuerdo interconfederal específico sobre procedimientos voluntarios, que permitiera una resolución pactada mediante la conciliación de los intereses de las partes.
Las primeras experiencias de los acuerdos específicos sobre solución no-judicial de conflictos fueron desarrolladas en distintas comunidades autónomas, como el País Vasco (PRECO), Cataluña (TLC), Galicia (AGA) y Andalucía (SERCLA). Gradualmente estos sistemas fueron implantados en el resto de comunidades, completándose el mapa con el acuerdo de Asturias en 2003.
Respecto al acuerdo de ámbito estatal, fue el 25 de enero de 1996 cuando las organizaciones empresariales y sindicales más representativas en dicho ámbito suscribieron el primer Acuerdo sobre la Solución Extrajudicial de Conflictos laborales, denominado ASEC. El ASEC fue publicado en el Boletín Oficial del Estado de 8 de febrero de 1996. Sus posteriores renovaciones desembocan en el V Acuerdo sobre Solución Autónoma de Conflictos Laborales (ASAC), el cual fue firmado el 7 de febrero de 2012 y publicado en el Boletín Oficial del Estado de 20 de febrero de 2012.
El objeto del ASAC, según lo dispuesto en el artículo 1 de su redactado, es "...el mantenimiento y desarrollo de un sistema autónomo de solución de los conflictos colectivos laborales surgidos entre empresarios y trabajadores o sus respectivas organizaciones representativas".
Este sistema autónomo se canaliza a través del Servicio Interconfederal de Mediación y Arbitraje (SIMA), el cual, según el artículo 5 del propio ASAC "...Constituye el soporte administrativo y de gestión de los procedimientos de solución de los conflictos, a quien se encomienda la aplicación de las disposiciones de este Acuerdo". La Fundación SIMA, organismo dependiente del Ministerio de Empleo y Seguridad Social, es el encargado de encontrar soluciones alternativas que eviten la judicialización de los conflictos colectivos laborales cuyo ámbito territorial supere el de una única Comunidad Autónoma.
Actualmente existen diversas referencias legislativas que promueven este tipo de solución de conflictos como la Ley 36/2011, de 10 de octubre, reguladora de la jurisdicción social, en su Título V sobre "De la evitación del proceso"; o el Texto consolidado del Real Decreto Legislativo 1/1995, de 24 de marzo, por el que se aprueba el texto refundido de la Ley del Estatuto de los Trabajadores, en particular en los artículos 40, 41, 47, 51 y 91.